# Claudi Lísies
Claudi Lísies va ser un comandant romà esmentat en el Nou Testament, en el llibre dels Fets dels Apòstols. Segons Ac 21:31 i Ac 24:22, Lísies era un tribú romà i el comandant (quiliarca) de la guarnició romana ("cohort" ［Ac 21:31］) a Jerusalem.
Va rescatar l'apòstol Pau d'una torba a Jerusalem, però va ordenar que l'interroguessin sota el fuet. Pau es va salvar d'aquesta tortura quan va al·legar que era ciutadà roma. Llavors Lísies envià Pau al procurator Antoni Fèlix.［Ac 26:30］